# Pangert
Le Pangert est une montagne qui s’élève à 2 550 m d’altitude dans les Alpes de Tux, en Autriche.